# Gyda Christensen
Gyda Martha Kristine Christensen (de soltera Andersen; 21 de maig de 1872 – 20 d'agost de 1964) va ser una actriu, ballarina, coreògrafa i directora gerent noruega.

## Biografia
Christensen va néixer a Kristiania (ara Oslo), Noruega. Va ser l'única filla d'Ole Andersen i Cathrine Saabye. Va rebre classes de música i cant durant l'adolescència.
Va formar part del conjunt del Christiania Theatre de 1894 a 1899 i de nou de 1920 a 1928, i al Nationaltheatret de 1899 a 1919. Va interpretar una sèrie de papers importants, la majoria de vegades en el gènere lleuger. Va ser contractada com a directora artística i de dansa a Det Nye Teater de 1928 a 1945. De 1936 a 1939 va ser la directora artística del Nationaltheatret. El 1909 es va convertir en la directora gerent de l'escola de ballet Nationaltheatret. El 1937 va dirigir la pel·lícula To levende og en død amb el seu gendre Tancred Ibsen.

## Vida personal
El 1893 es va casar amb l'enginyer Georg Monrad Krohn (1865–1934). Eren pares de la ballarina i actriu Lillebil Ibsen (1899–1989) que estava casada amb el director de cinema Tancred Ibsen (1893–1978).
El 1905 es va casar amb el director de teatre Halfdan Christensen (1873–1950). El 1946 es va casar amb el líder polític Carl Joachim Hambro (1885–1964).